# 髙野済
髙野 済（たかの なる、Takano Naru、1962年8月2日 - ）は、ファーム事業プロデューサー、商品企画・事業開発プロデューサー、株式会社ファインド・ニューズ創業者（代表取締役）エッセンシャリスト。香り空間デザインプロデューサー。風土プロデューサー。公益財団法人日本特産農産物協会 地域特産物マイスター（ハーブ）監事。NPOオーガニックドットジャパン元理事。一般社団法人オーガニックビレッジジャパン元理事。株式会社アイケイ元社外取締役監査等委員。ハーブ専門家としてのニックネームはHERBMAN（ハーブマン）。

## 経歴
1962年（昭和37年）8月2日（ハーブの日）、大分県に生まれる。大分県立大分雄城台高等学校卒業、大分大学経済学部経営学科卒業。「生産地からの商品開発」をスローガンに掲げるファーム事業プロデューサー。ハーブに関する生産（栽培技術）、加工（乾燥技術、抽出技術、凍結技術、ペースト技術など）やオーガニック生産物の国内外の生産地指導および生産物に関する商品企画・マーケティング・プロジェクトの立ち上げ、マルシェなどの活用コンサルティング、海外の大学との連携による事業構築のサポートなどを行う。また、インターナショナルホテルのヘルスケアブティックやスパ関連商品（スパコスメ・スパキュイジーヌ・スパベバレッジ）などの商品企画・開発もおこなう。1990年（平成2年）4月26日株式会社ファインド・ニューズ設立、代表取締役に就く。「食べるハーブ、飲むハーブ」としてカルバジルをはじめ、ハーブ関連・オーガニック関連の商品開発、研究生産、製造、販売を行う。また、有用植物の基礎研究のデータ化、同一植物の栽培地別の機能分析、その他共同研究、原料提供によるデータ保存など行う。また、企業の農業参入として提供された土地を再生させるために近隣の漁業廃棄物や畜産廃棄物を長期間かけて堆肥化させWildFlower Farmingとしての地球にも人にも優しいストレスフリー農法を提唱し実践した。また、Nutrition Farmというコンセプトを掲げ、新価値農業としてデータに基づいた環境価値と栄養価値を複合した農業の提案・無農薬室内栽培、オーガニックフィールド栽培を多数手掛ける。産地ブランド戦略家、6次産業化のパイオニアでもある。近年は、長年培った農業チェーンマネージメントの技術を活かして海外向けに国産野菜や果物などのマーケティングや輸出プログラムのサポートも手掛けている。
1990年（平成2年）4月、株式会社ファインド・ニューズを大分県大分市中島東で創業。
1991年（平成3年）、大分大学経済学部卒業。同年6月、ハーブの機能性研究を大分県産業科学技術センターと共同で開始。
1992年（平成4年）4月、大学や地方自治体と農業技術を研究し、高齢者も参加できる無農薬・無化学肥料でのハーブの生産を伝授し契約栽培をスタート。
1995年（平成7年）7月、ハーブ研究開発工場を大分県大分市下郡に開設。欧米でのオーガニック認証制度やフェアトレードに感銘を受けオーガニックでの栽培および加工技術を本格的に研究開始。
1998年（平成10年）DBAにて米国カリフォルニア州でFIND NEWS USAを設立。同年、大分県地域おこしアドバイザーに就任。
1999年（平成11年）、福岡大学ベンチャー企業論非常勤講師に就任。
2000年（平成12年）、大分大学ベンチャービジネスラボラトリー非常勤講師に就任。
2001年（平成13年）特許チャレンジコンテスト入賞。タイ国ロイヤルプロジェクトに参画。
2002年（平成14年）文部科学省都市エリア産学官事業ライフサイエンス「食の安全と健康を守り、高齢者福祉の質を高める技術・製品の開発」参画
2003年（平成15年）10月、株式会社ファインド・ニューズを大分県宇佐市安心院町に移転、ハーブ研究農園、開発工場をスタート。
2004年（平成16年）中小企業庁番組企業未来チャレンジ21出演。同年、大分県第一号の農業特区に決定。大分県宇佐郡安心院町（現宇佐市安心院町）と調印。
2006年（平成18年）4月、大分県産業科学技術センター・国立大学法人大分大学と共同で「植物による血小板凝集抑制剤」を特許出願。
2006年（平成18年）、大分県起業家支援アドバイザーに就任。
2007年（平成19年）、公益財団法人日本特産農産物協会　地域特産物マイスター認定（品目：ハーブ）。同年、JETRO日仏スパコスメプロジェクトRIT事業アドバイザー就任。
2008年（平成20年）9月、商業施設では日本初の天然成分を使用したオリジナルの香りを「ブリーゼブリーゼ（大阪市北区）」にて開発、誕生させる。
2010年（平成22年）12月、「血小板凝集抑制剤」として特許取得（特許番号：第4649632号）
2011年（平成23年）8月19日、株式会社インスパイア・テクノロジー・リソースマネジメントより投資先に株式会社ファインド・ニューズが決定
2013年（平成25年）～　株式会社ファインド・ニューズの商品「フレッシュバジルソース」「ジェノベーゼソース」「プチプチマスタード」が大分県宇佐市の「宇佐ブランド」に認定。
2013年（平成25年）2月25日、JAバンクアグリ・エコサポート基金「アグリ・エコファンド投資」に株式会社ファインド・ニューズが投資先に決定
2015年（平成27年）8月、株式会社アイケイ社外取締役に就任。
2016年（平成28年）8月～2019年（平成31年）8月、株式会社アイケイ取締役監査等員。（2019年8月退任）

## エピソード
1990年に設立した会社の名前である「FIND NEWS」は、髙野済が大分県立大分雄城台高等学校の一年生の時に担任であった英語教師が黒板に書いた「N・E・W・Sは東西南北を示す」ということから、いつか会社を設立することがあればこの文字を使おうと決めたことに由来する。会社設立時に温故知新（古きを尋ね新しきを知るという諺）を発想しFIND NEWSと命名した。
後に人生の師匠であるJoel Wollnerから英語圏ではFIND NEW PRODUCTS,FIND NEW WAYSという説明がわかりやすいというアドバイスをもらった。
会社設立当初に出会ったさあきコーポレーションの創業者・小池正昭から、商品開発をするつもりなら最低でも1000種類はやらないといけないと言われる。奮起して設立から15年目に1000種類の商品開発を達成した報告を小池にしたところ、覚えていないとのことであった。

## 生産・事業・研究・活動
1997年（平成9年）
- 8月1日、大分県公報おおいた1997年8月号に掲載。
- 2月27日、リクルート「アントレ」創刊号にベンチャー企業として紹介記事掲載。

1998年（平成10年）
大分県産業科学技術センター「大分県産スィートバジルの抗酸化性に関する研究」平成10年度研究報告が掲載。
1998年（平成10年）
11月9日、一般社団法人九州ニュービジネス協議会（九州NBC）ニュービジネスの創出・育成のために（ベンチャープラザ2月会）にて第2回開催にて題目「各種ハーブ製品」で登壇。
1999年（平成11年）
12月7日、フクオカベンチャーマーケット、意欲的な中小・ベンチャー企業を支援する福岡県の取り組み。「オーガニックハーブを原料としたハーブグラニテ事業」と題し講演をおこなう。
2000年（平成12年）
大分県産業科学技術センター「大分県産スィートバジルの抗酸化性に関する研究（第3報）」平成12年度研究報告が掲載。
2002年（平成14年）
文部科学省都市エリア産学官事業ライフサイエンス「食の安全と健康を守り、高齢者福祉の質を高める技術・製品の開発」に参画。
2004年（平成16年）
- 東京労務管理総合研究所、元気な企業「“ハーブ食品“で未開市場を開拓！大分県ベンチャーの挑戦」 で登壇。
- 5月26日、福岡県工業技術センター、先端技術シンポジウム～九州・福岡発きらりと光る中小企業、その技術と経営～に「ハーブ商品開発専門メーカーの挑戦！」と題し講演。

2005年（平成17年）
一般社団法人日本家政学会研究発表要旨集57回大会にて「食品に対するハーブの抗酸化性」で登壇。
2006年（平成18年）
- 5月12日、国立研究開発法人科学技術振興機構。「血小板凝集抑制剤」特許内容掲載。
- 生命科学関連特許情報、公開特許公報（A）「グルタチオンSトランスフェラーゼ活性誘導剤」掲載。
- 6月16日、「大分を元気にする地域マーケッター奮闘記」大分県の元気工房にて、店内の商品を使ったミニ商品開発をおこなう。
- 7月3日、「大分を元気にする地域マーケッター奮闘記」大分県産業科学技術センターのグッドデザイン開発事業にて、商品開発に参画。

2007年（平成19年）
3月、株式会社日本総合研究所主催「JAPANブランドの取り組み手順―各地の取り組み事例から学ぶ―」。大分県商工会連合会「Herb＆Harvest OITA」プロジェクト、ハーブと多彩な県産食材をマッチングした高級総菜のオリジナルブランド開発に参画。
2010年（平成22年）
2月18日、経済産業省九州経済産業局企画課、第5回地域活性力発見塾にてテーマ「地域活性型農業ベンチャーの取り組み」で、実用型研究開発企業講師として登壇。
2010年（平成22年）
11月5日、国立研究開発法人科学技術振興機構、「血小板凝集抑制剤」特許内容掲載。
2011年（平成23年）
3月27日、「農業ファンド運営者からみた国内農業ビジネス環境～事例紹介を通じた国内農業ビジネスを取り巻く環境についての考察～」グッドカンパニー育成スクールにて講演。
2012年（平成24年）
7月31日、エディブルガーデン農業支援。
2013年（平成25年）
11月25日、日産経ビジネスの発想生む「協働スペース」
2015年（平成27年）
7月16日、大分県立大分雄城台高等学校職業人講話で登壇
2020年（令和2年）
9月2日、アクアパッツア日髙良実シェフのバジルソースシリーズ「フレッシュバジルのジェノバソース」を商品企画、ファンド・ニューズにて製造販売。

2022年（令和4年）
7月19日、発刊「月刊専門料理2022年8月号」（柴田書店）突撃インタビュー第19回「やまけんが聞く!!」山本謙治の連載ページに掲載。
9月22日、文化放送「くにまる食堂（野村邦丸アナ）」のコーナー「今日のA定食」に出演。
12月11日、FLASH「いちごにスイカ、メロンも無農薬！目指せ「富国強農」／女子アナ日下千帆の「私にだけ聞かせて」」に掲載。
2023年（令和5年）
8月31日、いちごやわさびなどのブランドマーケティングをサポートしていた企業の破綻に伴い、関係各位への後処理ワークを完了し再スタートの準備としてNewFarm©️プログラムを完成。
9月3日、長年、セミナーなどで提唱してきた心身のバランスを整えるための「個人香（Personal Herbs and Aromatherapy）」プログラムやストレスフリー農法を復活させてハーブ関係の愛称であるHERBMANのモチーフを陰陽（Yin&Yang）にしてブランドマーケティングをスタート。
2024年（令和6年）
1月20日、 NewFarm©︎プログラム実践のためにNewFarm株式会社に参画し農業モデルの企画立案実証、コンサルティングをスタート。

## 書籍
- LA CACHETTE。創刊号から7号まで記事を連載（ハーブの力）。
- Vie Verte（ヴィヴェール）（2007年《平成19年》）。現在は廃刊。